# Van

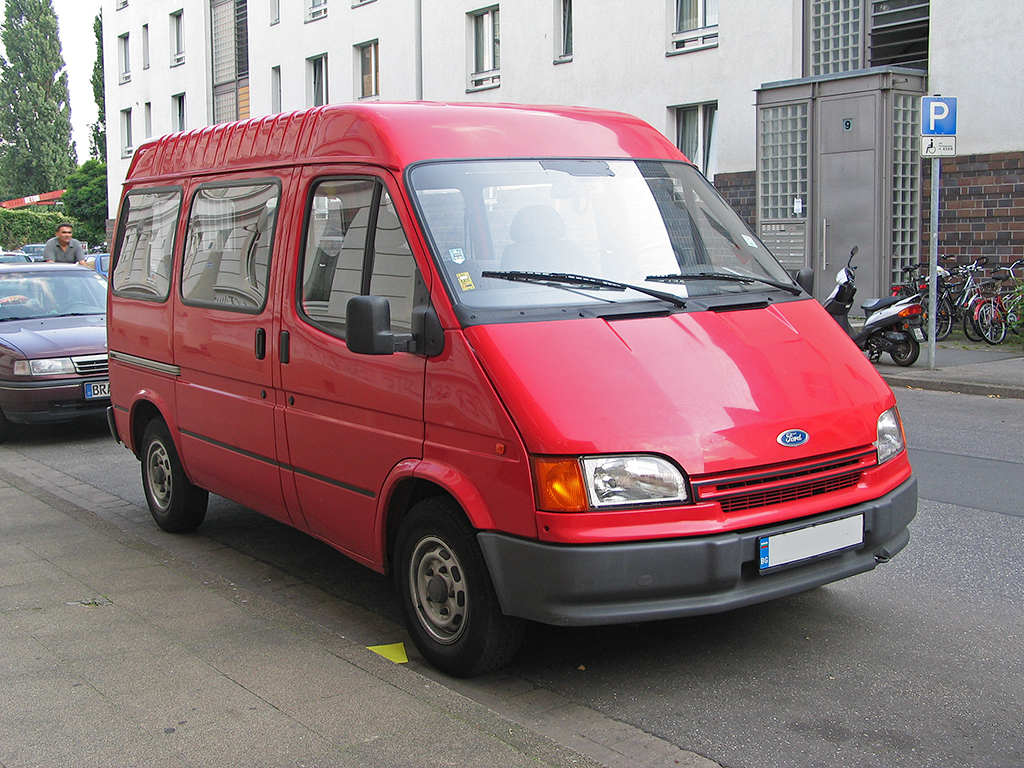
Ford Transit – typowe nadwozie typu van:
od 2 rzędów po dwa lub trzy fotele do 4 rzędów po 2,2,2 i 3 fotele np. w Mercedesie Sprinterze.

Van − typ pojazdu użytkowego, wielozadaniowego, służącego m.in. do przewozu większej liczby osób.
Jest to nadwozie jedno- lub dwubryłowe, z wyodrębnioną przednią bryłą. Samochody te mają różne konfiguracje siedzeń, zazwyczaj 1-4 rzędów, każdy po 2-4 siedzeń.
Jako pierwsze samochód typu van wyprodukowało amerykańskie przedsiębiorstwo pod marką Dodge.

## Typy zabudów
- Osobowa – do przewozu ludzi (siedzenia, szyby, tapicerka) lub osobowo-towarowa (mniej rzędów siedzeń na rzecz przestrzeni ładunkowej); ang. „mpv - multi purpose vehicle”.
- Furgon  – do przewozu ładunku, towaru (brak siedzeń i tapicerki w przestrzeni ładunkowej; często ściana lub krata oddzielająca szoferkę od ładunku); ang. „panel van”.
- Skrzyniowa – ze skrzynią ładunkową.